# J・ウィリアム・フルブライト
ジェームズ・ウィリアム・フルブライト（James William Fulbright, 1905年4月9日 - 1995年2月9日）は、アメリカ合衆国の政治家。
連邦下院議員（1943年 - 1945年）、連邦上院議員（アーカンソー州選出、1945年 - 1975年）。上院では銀行委員長（1955年 - 1961年）、外交委員長（1959年 - 1975年）を歴任。フルブライト奨学金の設立者。所属政党は民主党。

## 生い立ちおよび経歴
フルブライトは1905年、ミズーリ州サムナーで、ベルリンから移住したドイツ系の家庭に生まれる。後にアーカンソー州へ移住し、1925年アーカンソー大学（政治学専攻）を卒業する。大学では優等生の学寮シグマ・キーのメンバーであった。彼は学生総代に選出され、1921年から24年までフットボールチームのスタープレイヤーであった。
その後1928年、ローズ奨学金（ペンブルック・カレッジ）を得て、オックスフォード大学を卒業する。1934年にジョージ・ワシントン大学ロー・スクールを卒業、法学位を得てワシントンD.C.で法曹界に入り、司法省の反トラスト部門に勤務する。
1936年から39年までアーカンソー大学で法学講師を務める。1939年にはアーカンソー大学学長に任命されアメリカ合衆国内最年少の学長となり1941年まで務める。同学文化研究科はその業績をたたえて命名された。
フルブライトの妹、ロバータはスワンソン社の社長、ギルバート・C・スワンソンと結婚し、その孫のタッカー・カールソンはニュースキャスターである。

### 政界
1942年、下院議員選挙に立候補し、当選する。下院では国際的な集団安全保障機構、平和維持機構の創設を支持し、アメリカが後に国際連合となるその機関に参加することを提案するフルブライト決議案を提出、可決されたことによりフルブライトは全国的な知名度を得た。
1944年の改選の際には再選を目指さず、上院議員選挙に立候補・当選。5期30年（最長記録）に渡り、外交問題の専門家として活躍、上院外交委員長職を長年務める（16年間）。
1945年、アメリカと世界各国との教育交流の計画を議会に提出、国務省 教育文化局（Bureau of Educational and Cultural Affairs）の出資により、フルブライト奨学金を設立

。
1961年、ピッグス湾事件の際には当時のケネディ政権の姿勢を批判し、キューバへの介入に反対した。トンキン湾事件後の、より本格的なヴェトナム介入を認めるトンキン湾決議には賛成したものの、ベトナム戦争が泥沼化するにつれて反戦へと転じた。外交におけるウィルソン主義や道徳的アプローチの正統的な継承者であり、リベラル派であった。
一方で、フルブライトは人種隔離主義者でもあった。1956年の「サザン・マニフェスト」（南部宣言）は、最高裁のブラウン対教育委員会判決 (Brown v.Board of Education) で南部諸州における人種隔離政策が違憲とされ、アイゼンハウアー政権もある程度まで人種平等政策を打ち出したことに反発し、人種隔離政策の継続とジム・クロウ法の保存を謳った南部選出の議員による声明であるが、彼はこれに署名した。また、1964年の公民権法を筆頭とした一連の公民権法に反対した。
1974年、フルブライトは6選を目指したが、民主党の予備選で当時アーカンソー州知事だったデイル・バンパースに敗れ、政界を引退した。ちなみにバンパースは上院議員選挙を勝ち抜き、上院議員となった。1977年ベンジャミン・フランクリン・メダル受賞。
1995年、脳梗塞により死去。エヴァー・グリーン墓地（アーカンソー州ワシントン郡フェーエットビル）に眠る。